# BraviSEAmo!
BraviSEAmo!（日文：ブラヴィッシーモ!）為2004年7月17日起至2010年11月13日為止，於東京迪士尼海洋的地中海港灣舉行之夜間豪華水上表演。
開演初期的宣傳口號為「當火戀上水」、「名為至高的奇蹟」。
NTT docomo為本表演之贊助企業。

## 概要
本表演為東京迪士尼海洋開園以來進行之水上表演「迪士尼海洋交響曲」（2001年9月4日至2004年4月22日）之後繼表演。「迪士尼海洋交響曲」是以米奇為主角，並以米奇貫穿整場表演。但「BraviSEAmo!」中米奇僅在開頭數分鐘出場，擔任引言的角色，其後表演中完全沒有迪士尼卡通明星的登場（米奇在表演最後僅以聲音方式登場）。
此外，相較於「迪士尼海洋交響曲」大量使用迪士尼音樂，「BraviSEAmo!」表演中完全不使用迪士尼音樂，而以原創主題曲「Swept Away」作為音樂主軸。
公演初期曾有「卡通明星只有米奇登場」、「內容艱深難懂」等批評聲浪，但隨後其內容之藝術性獲得極高評價，成為感動無數來賓的人氣表演。
表演內容為，米奇乘著船隻出場，為來賓解說故事，之後。水精靈「貝里西」現身、其後火精靈「普羅米提歐」登場，將地中海港灣變成一片火海，而故事的高潮為兩人愛的相逢。
本表演音樂曾經經過修改，貝里西、普羅米提歐及終盤音樂部分遭到刪減，公演時間也較修改前為短（音樂本身並沒有更改）。
隨著2011年4月23日全新表演Fantasmic!登場，BraviSEAmo!也於2010年11月13日結束公演。

### BraviSEAmo!〜Speciale〜
配合2007年1月11日起於東京迪士尼海洋舉行的特別活動「東京迪士尼海洋 悸動的心」，於2007年2月14日起至3月14日為止，「BraviSEAmo!」也推出特別版本「BraviSEAmo!〜Speciale〜」
於正常的BraviSEAmo!表演之後，隨著日文歌詞版主題曲「Swept Away」，米奇、米妮、阿拉丁、茉莉公主、小美人魚、亞力克王子等迪士尼卡通明星乘著船隻航行於地中海港灣。

## 名稱的由來
'BraviSEAmo!為義大利文中代表「很棒」(Bravo)」的最高級「Bravissimo」、與東京迪士尼海洋的「Sea」組合而成的單字。
因此BraviSEAmo!的SEA部分以大寫標記。

## 故事
水精靈「貝里西」與火精靈「普羅米提歐」住在不同的世界，彼此也從未見過面。但有一天…

## 相關情報

### 公演前音樂
BraviSEAmo!於表演15分鐘前開始至表演5分鐘前為止播放之音樂如下。
～2008年3月
1. 「寧靜的濕原」（静かなる湿原） … 宗次郎
2. 「Tea-House Moon」 … Enya

2008年3月～
1. ｢水之旅人｣（水の旅人）　… 宗次郎
2. ｢水之妖精｣（水の妖精）　… 宗次郎

### 公演後音樂
BraviSEAmo!公演結束後播放之男女對唱曲為「Swept Away」。

## 原聲帶
「東京迪士尼海洋 BraviSEAmo!」 2004年9月1日發行收錄表演本篇音樂。於音樂修改前發行，與之後發行的版本也不同。表演結束後之主題曲「Swept Away」並未收錄。音樂由好萊塢配樂大師漢斯・季默之製作公司旗下作曲家蓋文・葛林納威（Gavin Greenaway）製作。
「東京迪士尼海洋 This is Tokyo DisneySea!」 2004年9月1日發行收錄於第二片CD中的第七曲，收錄內容與上記CD相同。
「東京迪士尼海洋 BraviSEAmo! Complete」2007年2月21日發行不僅收錄「BraviSEAmo!」表演本篇之音樂，並收錄表演結束後之主題曲「Swept Away」。這也是「Swept Away」首次發行CD。
「Swept Away」不僅收錄英文版，也收錄於「BraviSEAmo!〜Speciale〜」使用之日文版。
此外，也收錄表演前五分鐘之背景音樂。

## 關連項目
- 東京迪士尼海洋